# Pero orosata
Pero orosata là một loài bướm đêm trong họ Geometridae.